# Magdalena Klevská
Magdalena Klevská (2. listopadu 1553 – 30. srpna 1633) byla sňatkem zweibrückenskou falckraběnkou a vévodkyní.

## Život
Magdalena se narodila jako třetí dítě vévody Viléma z Jülich-Cleves-Bergu a jeho manželky Marie, dcery císaře Ferdinanda I. Habsburského.
V roce 1579 se jako šestadvacetiletá provdala za o tři roky staršího falckraběte Jana I. Zweibrückenského. Císař Karel V. udělil v roce 1546 vévodství Jülich-Kleve-Berg právo ženského následnictví. A tak, když v roce 1609 zemřel její bratr Jan Vilém bezdětný, začala hrát Magdalena a její sestry zásadní roli v otázce, kdo zdědí důležité severozápadní německé území. Magdalenin manžel si nárokoval dědictví pro Falc-Zweibrücken, stejně jako braniborský kurfiřt Jan Zikmund, manžel Magdaleniny neteře Anny, dcery Marie Eleonory Klevské (Jan Zikmund tvrdil, že jeho svatební smlouva z roku 1573 mu dávala nejlepší nárok). Třetím žadatelem byl neuburský falckrabě Filip Ludvík, manžel další Magdaleniny sestry Anny a zároveň bratr jejího manžela. Nakonec si Jülich-Kleve-Berg na základě dohody s císařem nárokovalo Saské vévodství.
Protože všichni žadatelé byli členy rozsáhlých evropských koalic a Habsburkové a Francie byli nepřímo zapojeni, hrozil mezinárodní konflikt: válka o dědictví jülišské. Po smrti francouzského krále Jindřicha IV. však mohl být konflikt prozatímně vyřešen smlouvou z Xantenu. Vévodství bylo rozděleno mezi Braniborsko a Falc-Neuburg. Mezitím Magdalenin manžel zemřel a nárok zdědil jejich nejstarší syn Jan, který podle smlouvy z Xantenu žádný podíl nedostal.
Magdalena zemřela 30. srpna 1633 ve věku 79 let jako poslední ze všech svých sourozenců.

## Potomci
S manželem Janem měla Magdalena deset dětí, z nichž se pět dožilo dospělosti:
- 1. Ludvík Vilém Falcko-Zweibrückenský (28. 11. 1580 Zweibrücken – 26. 3. 1581 tamtéž)[1]
- 2. Marie Alžběta Falcko-Zweibrückenská (7. 11. 1581 Zweibrücken – 18. 8. 1637 Lauterecken)[2]
⚭ 1601 Jiří Gustav Falcko-Veldenzský (6. 2. 1564 – 3. 6. 1634), falckrabě z Veldenz od roku 1592 až do své smrti[3][4]
- 3. Anna Magdaléna Falcko-Zweibrückenská (11. 1. 1583 Zweibrücken – 7. 2. 1583 tamtéž)[5][6]
- 4. Jan II. Falcko-Zweibrückenský (26. 3. 1584 Bad Bergzabern – 9. 8. 1635 Mety), falckrabě zweibrückenský od roku 1604 až do své smrti[7][8]
I. ⚭ 1604 Kateřina z Rohanu (20. 6. 1578 Blain – 10. 5. 1607 Zweibrücken)[9][10]
II. ⚭ 1612 Luisa Juliana Falcká (16. 7. 1594 Heidelberg – 28. 4. 1640 Meisenheim)[11][12]
- 5. Fridrich Kazimír Falcko-Zweibrückensko-Landsberský (10. 6. 1585 Zweibrücken – 30. 9. 1645 Montigny-Montfort), falckrabě zweibrückensko-landsberský od roku 1604 až do své smrti[13][14]
⚭ 1616 Emílie Antverpiana Nasavská (9. 12. 1581 Antverpy – 28. 9. 1657 Obermoschel)[15][16]
- 6. Alžběta Dorotea Falcko-Zweibrückenská (16. 7. 1586 – 23. 11. 1593)[17][6]
- 7. Kazimír Falcko-Zweibrückenský (20. 4. 1589 Zweibrücken – 18. 6. 1652), falckrabě z Kleeburgu od roku 1604 až do své smrti[18][19]
⚭ 1615 Kateřina Švédská (10. 11. 1584 Nyköping – 13. 12. 1638 Västerås)[20][21]
- 8. mrtvě narozená dcera (*/† 7. 6. 1590 Zweibrücken)[22][6]
- 9. Amálie Jakobäa Henrietta Falcko-Zweibrückenská (26. 9. 1592 Zweibrücken – 18. 5. 1655 Düsseldorf)[6][23]
⚭ 1638 hrabě Jacopo de Pestacalda († 1645)[24]
- 10. Anna Kateřina Falcko-Zweibrückenská (28. 7. 1597 Kirkel – 2. 12. 1597 tamtéž)[25][6]